# 哈罗德·匡特
哈罗德·匡特（德語：Harald Quandt，1921年11月1日—1967年9月22日）是德国的一位实业家。是实业家京特·匡特和玛格达·贝朗·里加尔（Magda Behrend Rietschel）的儿子 。 他的父母离异后，他的母亲后来和约瑟夫·戈培尔结婚。 第二次世界大战后 ，匡特和他的兄弟赫伯特·匡特运营了他们父亲留给他们的“工业帝国”，今天仍然存在。其后代是拥有德国豪华汽车制造商宝马 46％股份的家族。

## 早期生活

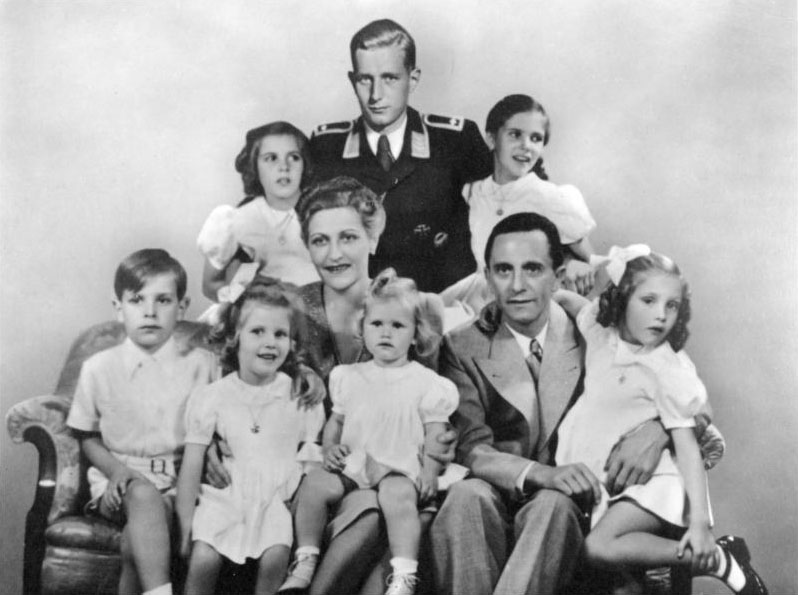
1942年戈培尔的家庭：(后排)希爾德嘉德，哈罗德·匡特（当时在外参军，通过后期修改加入照片），赫尔嘉；(前行) 赫爾穆特，海维，玛格达，海德伦，约瑟夫和海汀

哈罗德·匡特出生于1921年。其父母在1929年离婚，但仍然保持友好。其母亲玛格达后来与戈培尔结婚。

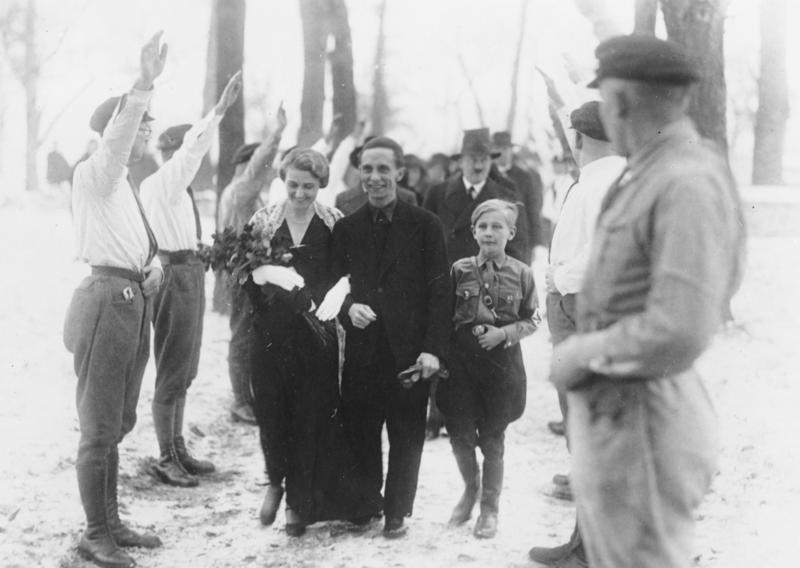
10岁的哈罗德·匡特(穿著德国少年团制服)在他妈妈再婚的婚礼上与戈培尔在一起。可以看見希特勒在背景担任伴郎

母亲再婚后，匡德与他的父亲仍保持联系，父亲成为第三帝国的著名商界领袖。 他定期看望他的母亲。1934年以后，他回到母亲身边戈培尔家族直到1940年从学校毕业。
他在第二次世界大战期间担任空军的中尉 。 他于1941年参加了克里特島战役，后来在俄罗斯和意大利进行了战斗，并且受伤了。 1944年，他被意大利盟军部队俘获， 他于1947年被释放。马格达和约瑟夫·戈培尔在1945年5月1日杀害了他们的六个孩子后自杀了 。哈罗德是唯一一个存活的玛格达的孩子。

## 商业领域
返回德国后，他首先协助他的兄弟重建家族企业，然后从1949年到1953年在汉诺威和司徒加特学习机械工程，他的家族拥有两个大公司（ AFA / VARTA在汉诺威，私募股权公司在司徒加特）。
他的父亲于1954年去世，将他的企业分配给赫伯特和哈罗德，并使哈罗德·匡特成为西德最富有的人之一。 届时，匡德集团共有200多家公司，从原有纺织企业到制药公司。 家族企业还包括德国汽车行业的大量股份， 奔驰10%， 宝马30% 。 虽然赫伯特和哈罗德共同管理这些公司，赫伯特则专注于AFA / VARTA和汽车投资，哈罗德则负责IWKA和工程和模具公司。

## 死亡
他在苏黎世国际机场的一次航空事故中幸存下来，但1967年因另一场航空事故去世。

## 遗产
哈罗德·匡特的五个女儿继承了约15亿德国马克（7.6亿美元，5.85亿欧元 ），并将通过位于德国的家族投资公司以父亲命名的信托来增加财富。 今天，他们分享了至少价值60亿美元的财富。

## 补充阅读
- Jungbluth, Rüdiger, , 2002, ISBN 3-404-61550-6, ISBN 3-593-36940-0
- Sander, Ulrich, , Cologne: Neue Kleine Bibliothek Nr. 129, 2008, ISBN 978-3-89438-388-6